# جوزيف غودهو شاندلير
جوزيف غودهو شاندلير (بالإنجليزية: Joseph Goodhue Chandler)‏ هو رسام أمريكي، ولد في 3 أكتوبر 1813، وتوفي في 1884.